# أضواء، كاميرا، إفريقيا!
أضواء، كاميرا، أفريقيا! (بالإنجليزية: Lights, Camera, Africa!)‏ هو مهرجان سينمائي يقام سنويًا في لاغوس منذ عام 2011.
تم إنشاء المهرجان من قبل أوغوما أديجوكي.  استضافته (The Life House)، وتم دعمه من قبل مهرجان الفيلم الأفريقي بنيويورك. واستمر لمدة ثلاثة أيام، من 30 سبتمبر إلى 2 أكتوبر 2011.

## روابط خارجية
- الموقع الرسمي